# Zapovednik Vostotsjno-Oeralski
Zapovednik Vostotsjno-Oeralski (Russisch: Восточно-Уральский государственный природный заповедник) is een strikt natuurreservaat gelegen in de oblast Tsjeljabinsk van Rusland. De oprichting tot zapovednik vond plaats op 29 april 1966 per resolutie (№ 384-20) van de Raad van Ministers van de Russische SFSR. Het reservaat werd opgericht in de nucleaire exclusiezone ten noordoosten van de gesloten stad Ozjorsk waar op 1957 een explosie in het chemisch-nucleaire complex Majak plaatsvond. Het reservaat is tegenwoordig een belangrijke basis voor radio-ecologische studies. Zapovednik Vostotsjno-Oeralski heeft een oppervlakte van 166,16 km².

## Kenmerken
Zapovednik Vostotsjno-Oeralski is gelegen in de bossteppezone en omvat zowel de uitlopers van de Zuidelijke Oeral als delen van het West-Siberisch Laagland. Meer dan 70% van het grondgebied is bedekt met bossen — vooral berkenbossen. Ook zijn er steppegemeenschappen en andere soorten graslanden in het reservaat.
In het reservaat zijn 455 vaatplanten, meer dan 160 mossen, 47 zoogdieren, 214 vogels, vijf amfibieën en vier soorten reptielen vastgesteld. Diersoorten die er leven zijn onder meer het eland (Alces alces), Siberisch ree (Capreolus pygargus), wild zwijn (Sus scrofa), korhoen (Lyryrus tetrix), zeearend (Haliaeetus albicilla), steenarend (Aquila chrysaetos) en kraanvogel (Grus grus).

## Toegankelijkheid
Dit natuurreservaat is opgezet rond een zwaar radioactief gebied (strontium-90 en cesium-137), dat ontstond als gevolg van de kernramp van Majak in 1957 en is niet toegankelijk zonder speciale toestemming.